# 娜罗虫
娜罗虫（學名：Naraoia），又名那羅蟲或納羅蟲，是一屬分布很廣的娜罗虫科生物，也是娜罗虫目生物中最著名的一屬，體長約1至8公分。

## 習性
生活在海中，與周小姐蟲一樣，腸道內都發現有沉積物，可能為肉食性或腐食性，其頭甲延伸並覆蓋至體甲之上，重疊的部份相當寬，使身體可以彎曲或捲曲

## 分布
娜罗虫属化石的發現處很多，如：
- Naraoia bertiensis

發現於加拿大安大略省南部，生活於早志留紀。
- Naraoia compacta

發現於加拿大的伯吉斯頁岩、美國的爱達荷州與猶他州、澳洲的坎加魯島，生活於寒武紀的早期至中期。
- Naraoia spinifer

發現於加拿大的伯吉斯頁岩，生活於寒武紀的中期。
- Naraoia spinosa

中文名刺狀娜羅蟲，發現於中國雲南的澄江縣，生活於寒武紀的早期。
- Naraoia taijiangensis

中文名台江娜羅蟲，發現於中國貴州的台江縣，生活於寒武紀的早期。